# ياكوبو بيليني

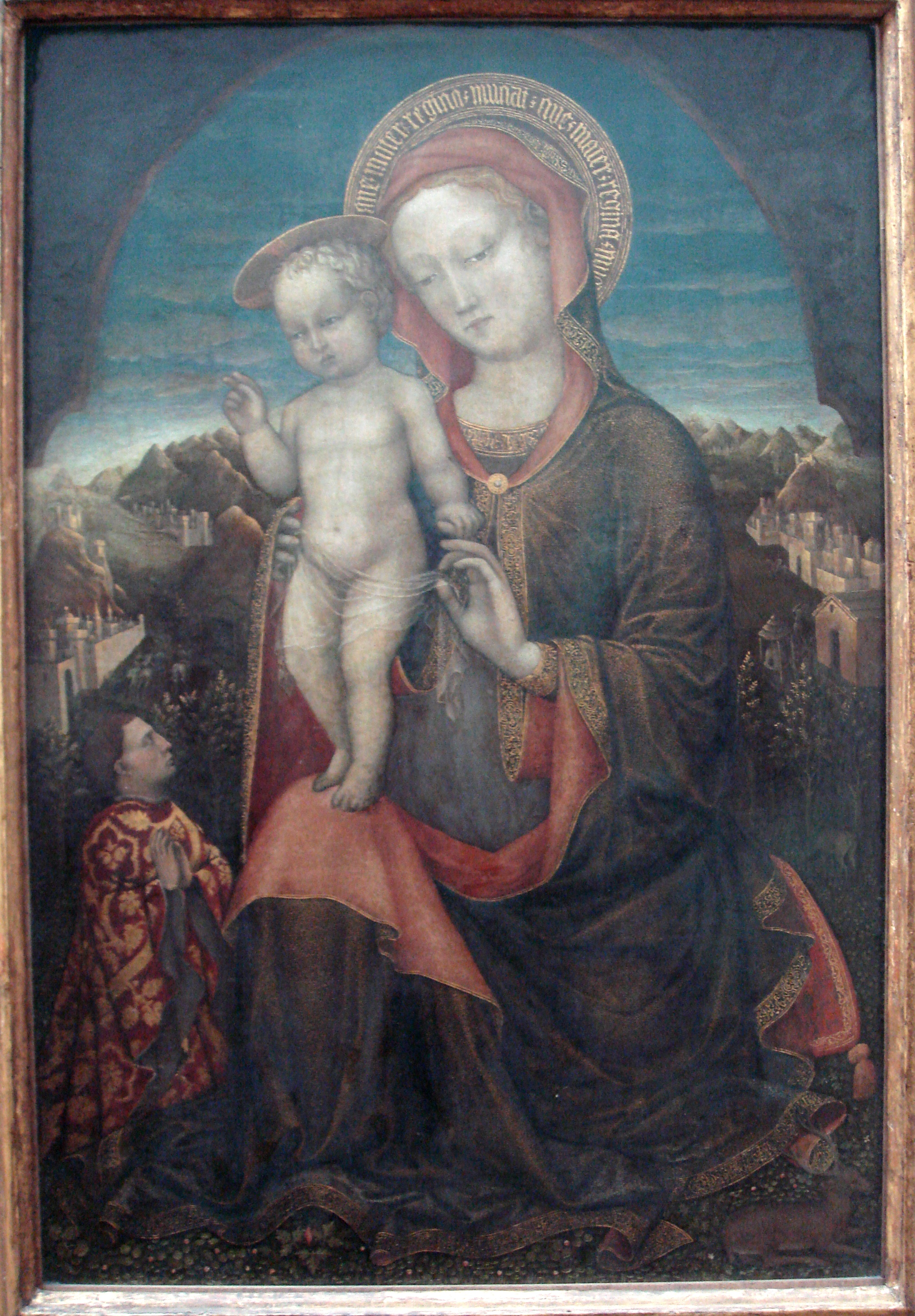
العذراء المتواضعة Madonna dell'Umiltà محفوظة في متحف اللوفر.

ياكوبو بيليني 1400-1470م (بالإيطالية:Jacopo Bellini) هو رسام إيطالي، كان بيليني مساعداً لجنتيلي دا فابريانو(1375-1427) Gentile da fabriano ، يعد ياكوبو إلى جانب أبناءه جينتيلي وجوفاني بيليني أكثر الفنانين تأثيرا في فينيسيا (البندقية) في المرحلة التكونية لفن عصر النهضة، فقد وفّق بين الروح الدينية في أساليب العصور الوسطى في إيطاليا والأسلوب الواقعي المكتشف في اللقى الجديدة آنذاك من فنون الإغريق والرومان،اتصفت لوحات ياكوبو بالربط بين صور الأشخاص وما يرافقها من أشكال هندسية وخلفيات معمارية، أحكم الربط بين تلك العناصر جميعاً بالمنظور المركزي كما اعتنى بإبراز الحجم بتدرج الظل والنور الذي يحدد الأشكال. وهكذا حقق ياكوبو تكوينات مدروسة دراسة علمية، تظهر اهتماماً بالتشكيل في الفراغ، ويلاحظ في ترتيب الموضوعات عند الفنان أثر الفن البيزنطي الذي كان شائعاً في البندقية في النصف الأول من القرن الخامس عشر. لسوء الحظ، لم يبق إلا القليل من أعمال ياكوبو، ولم يبق شيء يذكر من أعماله ذات الشأن . الأكثر إثارة وأهمية هي تلك الرسومات التي رسمها على دفتري رسم (الدفتران محفوظان في متحفي اللوفر والمتحف البريطاني)، حيث حافظ أبناؤه جينتيلي وجوفاني بيليني على هذين الدفترين واستخدماهما كمصدر للأفكار الفنية التصويرية، وشاركهما في هذا صهرهما أندريا مانتينيا. هذه الرسومات كرست ياكوبو بوصفه المؤسس للموضوعات الفنية الفينيسية (نسبة إلى مدينة فينيسيا أو البندقية) ذات الآفاق الرحبة، بالإضافة إلى بعض الأعمال في فن العمارة المعقدة أو تصوير المناظر.

## معرض صور

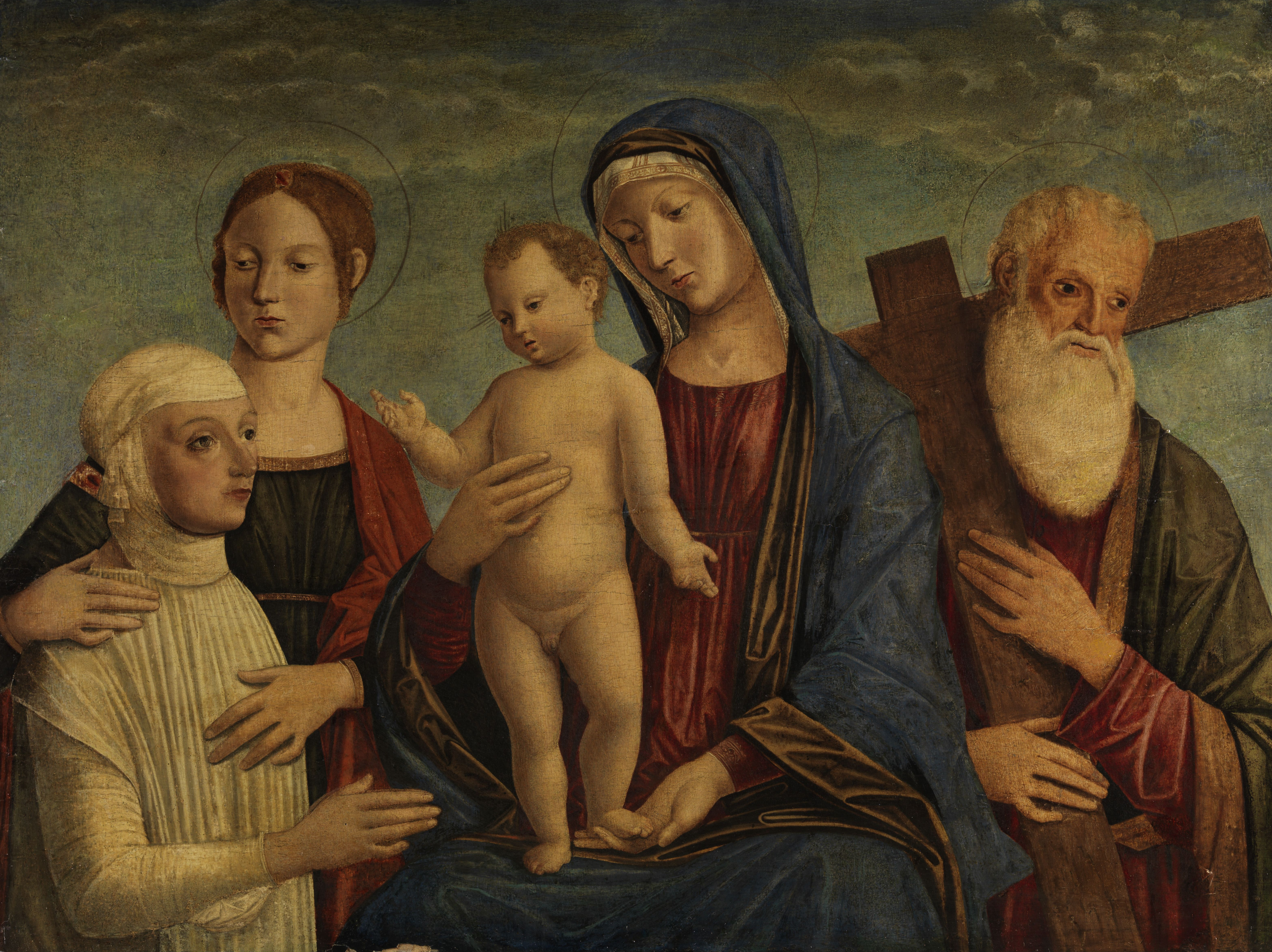
„العذراء برفقة الطفل والقديسين”، القرن. XV
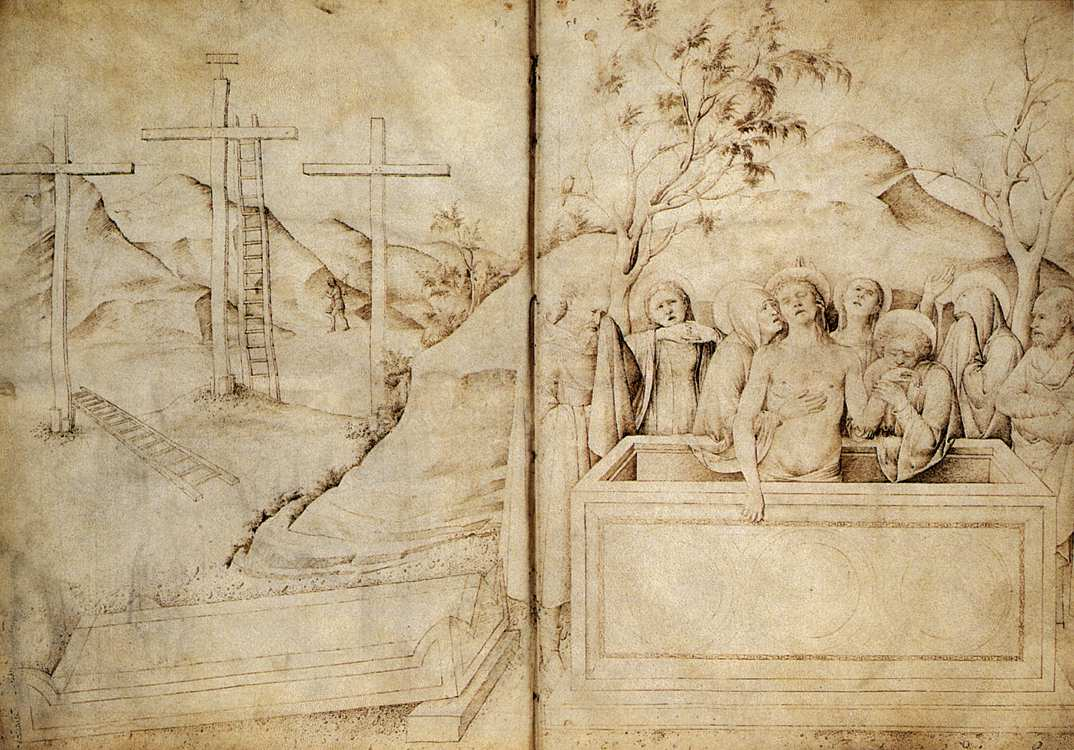
„المصاب الجلل”
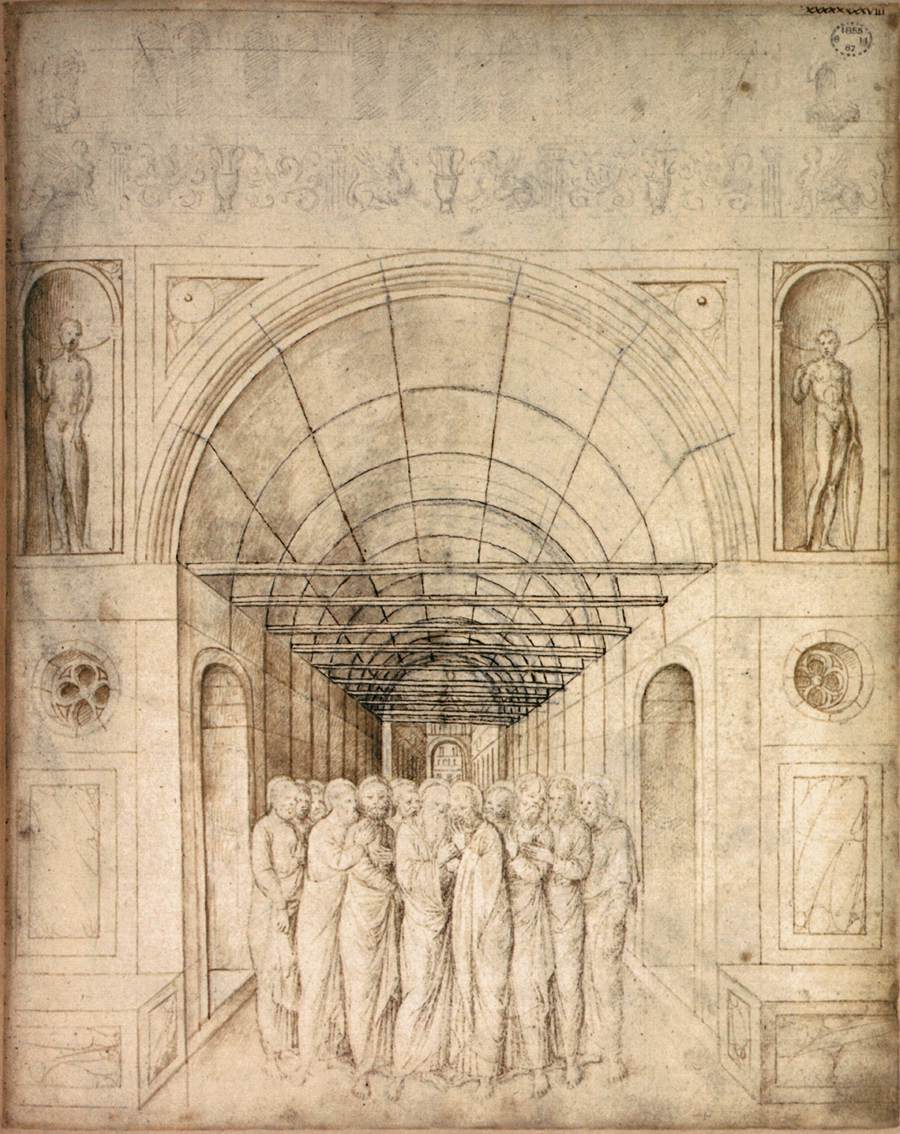
„الحواريون الإثنا عشر في الممر ذو الأقواس الإسطوانية”, 1440 - 1470
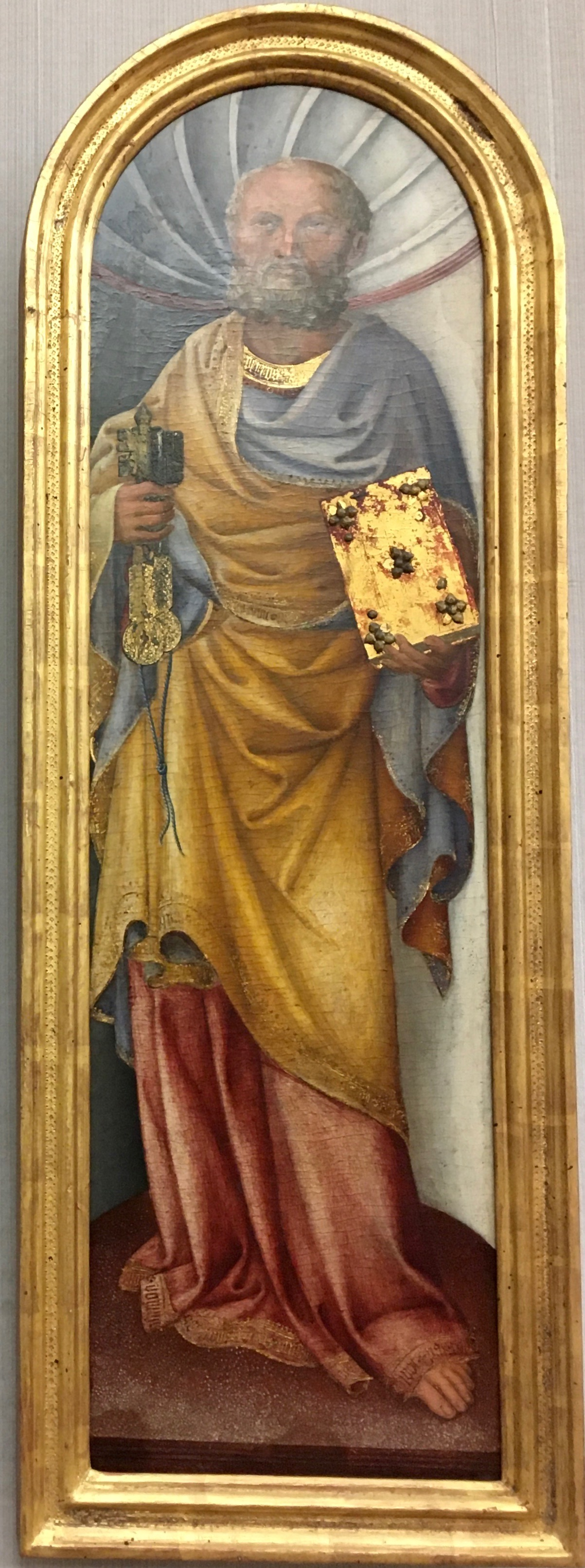
„القديس بيترو”, 1440 - 1470
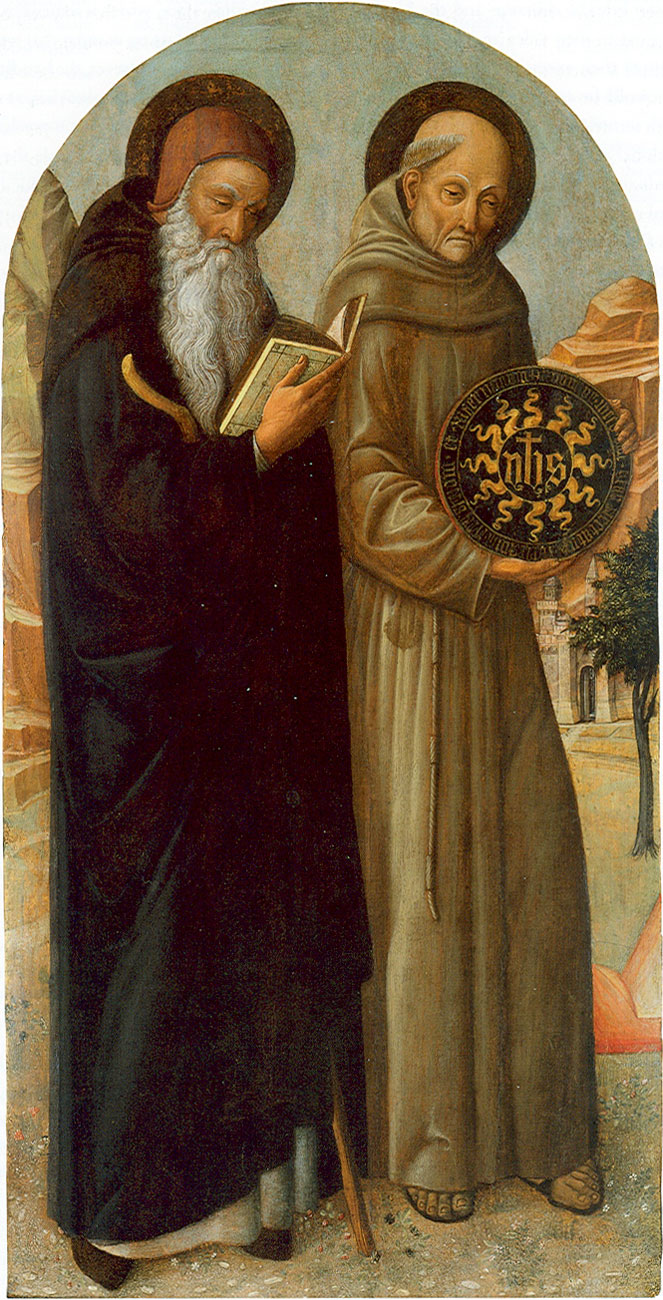
„القديس أنطوان أبوت والقديس بيرناردينو دا سينا”, 1455-1460
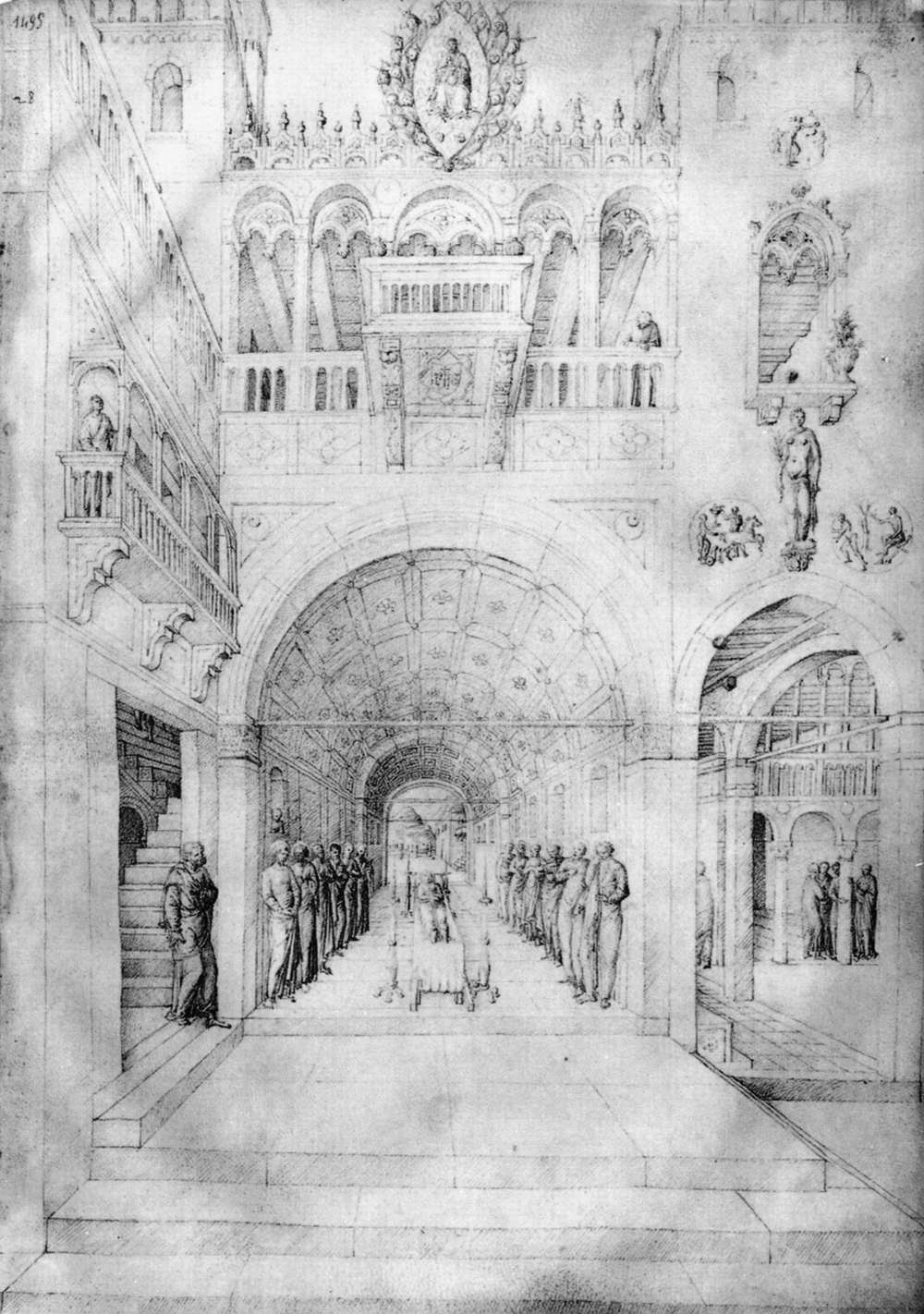
رقاد والدة الإله "انتقال العذراء”, cca. 1450

## روابط خارجية
- Italian Paintings, Venetian School, a collection catalog containing information about Bellini and his works (see index; plate 9).